# Phytocoris solano
Phytocoris solano är en insektsart som beskrevs av Stonedahl 1988. Phytocoris solano ingår i släktet Phytocoris och familjen ängsskinnbaggar. Inga underarter finns listade i Catalogue of Life.